# Nal (Schiff, 1892)
Die Nal war eine stählerne Viermastbark, die 1922 am Kap Hoorn verloren ging.

## Bau und technische Daten
Das Schiff lief im Januar 1892 auf der Werft der Grangemouth Dockyard Co. in Alloa am Firth of Forth in Schottland für J. Herron & Co. in Liverpool vom Stapel und erhielt den Namen Lord Ripon. Sie war das Schwesterschiff der 1891 ebenfalls von Grangemouth gebauten Lord Brassey.
Die Bark war 96,92 m lang und 13,16 m breit, hatte 7,44 m Tiefgang und war mit 2.765 BRT und 2.627 NRT vermessen. Sie war mit geteilten Mars- und Bramsegeln, Royal- und Skysegeln getakelt und fuhr mindestens 33 Segel.

## Schicksal
Die Lord Ripon befuhr alle Ozeane der Welt, und bei ihren Fahrten war sie oft länger als drei Monate ununterbrochen auf See. 1893 segelte sie in 98 Tagen von Kalkutta nach New York, 1894 in 93 Tagen von Barry (Wales) nach Rio de Janeiro und in 104 Tagen von Kalkutta zum Lizard Point in Cornwall. 1896 war sie 107 Tage von Sydney nach London unterwegs, und 1897 bewältigte sie die umgekehrte Strecke in 83 Tagen.
1898 wurde das Schiff an die Rhederei „Visurgis“ AG in Bremen verkauft, die sich in diesem Jahr endgültig von hölzernen auf stählerne Großsegler umstellte, und in Nal umbenannt. Wie auch die anderen Schiffe der „Visurgis“ war die Nal meist auf zwei Strecken unterwegs: sie brachte Kohle oder Stückgut nach China und Japan und bei der Rückfahrt Getreide aus Kalifornien und Oregon nach Europa, oder sie brachte Holz aus Schweden und Norwegen nach Australien, dann Kohle von Newcastle (New South Wales) nach Chile und von dort Salpeter nach Europa.
Nach dem Ausbruch des Ersten Weltkriegs wurde die Nal 1914 im chilenischen Salpeterhafen Caleta Coloso, einige Kilometer südlich von Antofagasta, für die Dauer des Krieges interniert. Nach Kriegsende wurde sie als Kriegsbeute an Frankreich ausgeliefert, wo man jedoch kein Interesse an dem inzwischen betagten und während der langen Aufliegerzeit nur mit Bordmitteln minimal gepflegten Schiff hatte. Es wurde für 2.500 Pfund Sterling nach England verkauft und kam 1921 durch Kauf an die Baltische und Weißmeer Handels- und Schiffahrts GmbH in Danzig.
Nachdem sie in Danzig in Dienst gestellt worden war, segelte die Nal nach Schottland, wo sie in Leith eine Ladung Koks aufnahm. Am 10. Juni 1922 ging sie von dort mit Ziel Chile in See. Nach einem unvorhergesehenen Zwischenstopp in Bahía Blanca (Argentinien) im Oktober zwecks Reparatur und Wasser- und Proviantauffrischung segelte sie Mitte Dezember weiter nach Süden.
Am 12. oder 13. Januar 1923 wurde ein Leck im Vorschiff entdeckt, das mit Bordmitteln nicht repariert werden konnte. Am 16. Januar befand sich die Nal zwischen dem Falschen Kap Hoorn bzw. der Hardy-Halbinsel und der Insel Wollaston nordwestlich von Kap Hoorn, als sie wegen des eingedrungenen und weiter eindringenden Wassers so stark buglastig wurde, dass sie nicht mehr steuerbar war. Kapitän Schlata ließ die Besatzung in die Boote gehen, und die Nal trieb, noch teilweise unter Segeln, davon. Das Wetter war gut, und die Boote erreichten segelnd und rudernd eine Schaffarm auf der nahen Insel Hoste, deren schottische Besitzer sie nach einigen Tagen nach Ushuaia schleppten. Dort wurden die Männer von der Cap Polonio der Hamburg Süd, die gerade eine Feuerland-Reise machte, aufgenommen und nach Buenos Aires gebracht, wo sie am 2. Februar ankamen. Von dort fuhren sie mit der Vigo der Hamburg Süd nach Hamburg, das sie am 22. März 1923 erreichten.
Die Nal wurde am Morgen des 17. Januar von einem argentinischen Wachboot auf einem Felsen festliegend gesichtet und geentert, dann jedoch wegen aufkommenden schweren Wetters wieder verlassen. Sie soll auch am 20. Januar noch einmal gesichtet worden sein, unter Segeln treibend, und ist seitdem verschollen.